# Castillo de Braemar

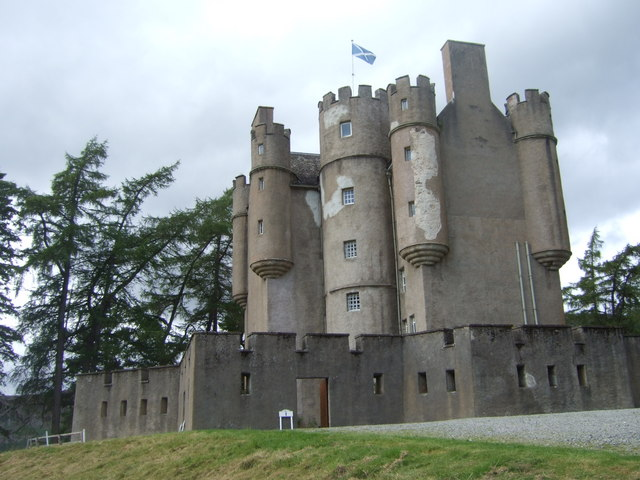
Imagen del castillo.

El castillo de Braemar es una fortificación con planta en forma de L situada cerca de la localidad homónima escocesa (Reino Unido). Pertenece al clan Farquharson.
Durante la Baja Edad Media fue la fortaleza de los condes de Mar. Su primera torre data de 1628.